# Johann Martin Lappenberg

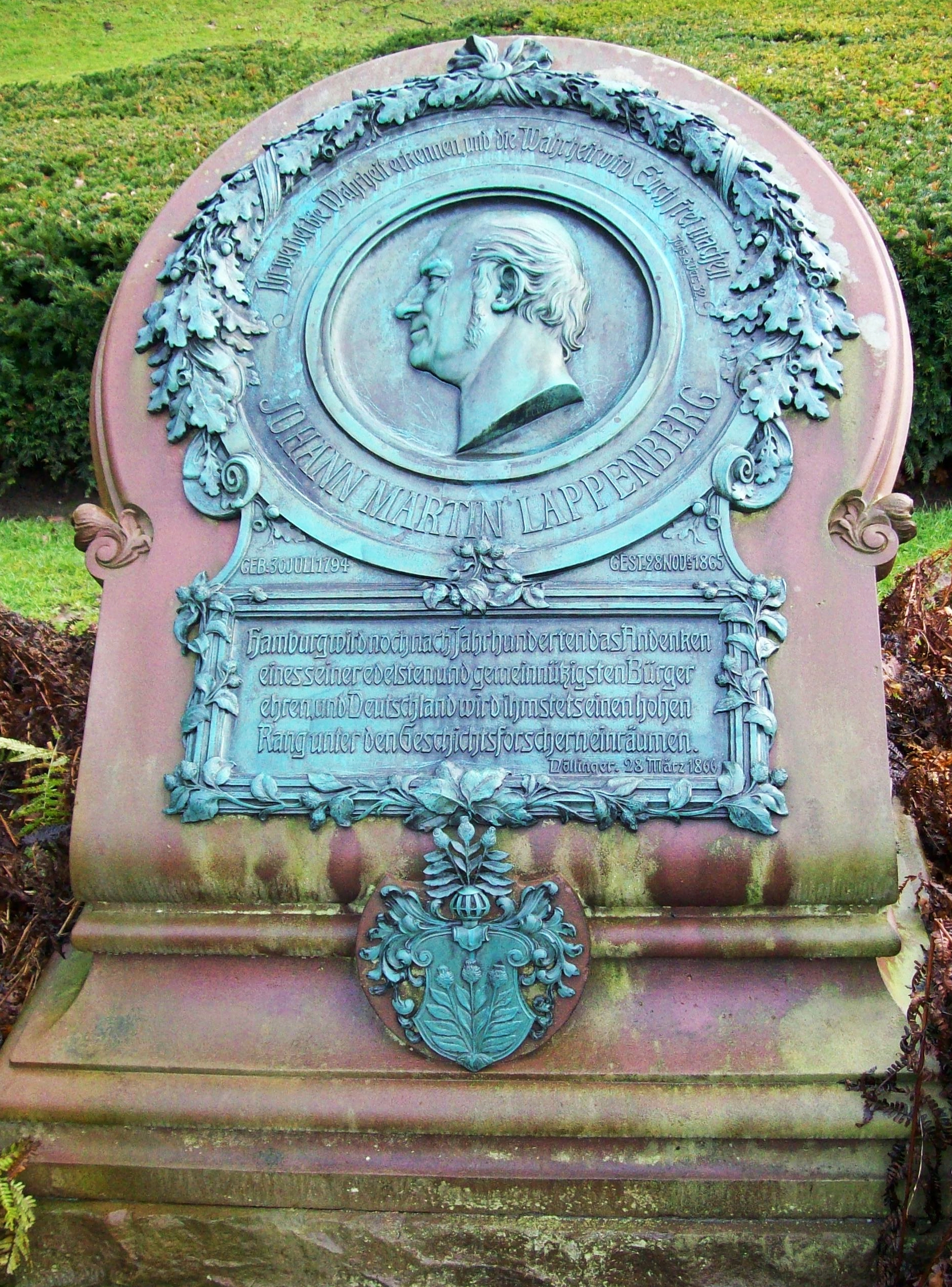
Johann Martin Lappenbergs grav på Ohlsdorfs begravningsplats i Hamburg.

Johann Martin Lappenberg, född 30 juli 1794 i Hamburg, död där 28 november 1865, var en tysk historiker.
Lappenberg inträdde 1820 i sin hemstads tjänst som sändebud vid preussiska hovet och var 1823–1863 hamburgsenatens arkivarie (han återfann det hamburgska domkapitlets arkiv, vilket ansågs förlorat). Han utvecklade en livlig författarverksamhet, alltjämt med avseende på äldre nordeuropeisk, särskilt nordtysk, historia. År 1844 blev han utländsk ledamot av Vitterhetsakademien.
De viktigaste av hans arbeten är den av Georg Friedrich Sartorius påbörjade och av Lappenberg avslutade Urkundliche Geschichte des Ursprungs der deutschen Hanse (1830), till vilken ansluter sig åtskilliga specialundersökningar, Hamburger Rechtsallerthümer (1845), Urkundliche Geschichte des hansischen Stahlhofs zu London (1851) med flera, en serie avhandlingar i "Zeitschrift des Vereins für Hamburger Geschichte" (1841–1851) samt Hamburger Urkundenbuch (1842) och Hamburger Chroniken (1852–1861). 
Därjämte var han verksam som utgivare av källskrifter, såväl på egen hand som i Georg Heinrich Pertz "Monumenta Germaniæ historica" (1826 och senare), där han bland annat publicerade Thietmars av Merseburg krönika. Mest känd i den lärda världen blev Lappenberg genom Geschichte von England (I–II, 1834–1837; omfattar tiden intill den normandiska erövringen, fortsatt av Reinhold Pauli).